# Mollington (Cheshire)
Mollington is een civil parish in het bestuurlijke gebied Cheshire West and Chester, in het Engelse graafschap Cheshire met 626 inwoners.